# Acilazione
In chimica, acilazione (più formalmente definita: alcanoilazione) è il processo attraverso cui ad un composto viene aggiunto un gruppo acile. Il composto che fornisce il gruppo acile è denominato agente acilante.
Dal momento che formano un composto fortemente elettrofilo se trattati con catalizzatori metallici, gli alogenuri acilici sono comunemente usati come agenti acilanti. Ad esempio, l'acilazione di Friedel-Crafts utilizza cloruro di acetile (cloruro di etanoile), CH3COCl, come agente e cloruro di alluminio (AlCl3) come catalizzatore per aggiungere un gruppo etanoile (acetile) al benzene:

Acilazione di Friedel-Crafts del benzene mediante cloro acetile

Il meccanismo di tale reazione è la sostituzione elettrofila.
Gli alogenuri acilici e le anidridi degli acidi carbossilici sono anche comuni agenti acilanti per acilare le ammine per formare ammidi o acilare alcoli formando esteri. Le ammine e gli alcoli sono nucleofili; il meccanismo è quindi l'addizione-eliminazione nucleofila. L'acido succinico è anch'esso spesso usato in una particolare acilazione chiamata succinazione. L'Oversuccinazione avviene quando più di un succinato si aggiunge a un singolo composto.
Un esempio industriale di acilazione è la sintesi dell'aspirina, in cui l'acido salicilico è acilato con anidride acetica.